# Коњскје
Коњскје (пољ. Końskie) је град у Пољској у Војводству Светокришком у Повјату konecki. Према попису становништва из 2011. у граду је живело 20.920 становника.

## Становништво
Према прелиминарним подацима са пописа, у граду је 2011. живело 20.920 становника.
| 2002.  | 2011.  | 2012.  |
| ------ | ------ | ------ |
| 21.338 | 20.920 | 20.530 |